# Koubergsbos
Het Koubergsbos (ook: Koudenbergsbos of Kabergenbos, in het Frans: Bois d'Oleye) is een natuurgebied tussen Rukkelingen-Loon en Batsheers.
De naam van het bos is afkomstig van ene Jans van Caldenbergh, die in de jaren vóór 1612 veldwachter was.
Het zuidrand van het bos loopt samen met de taalgrens en daarmee de gemeentegrens tussen Heers en het Waalse Liek (Frans: Oleye).
Het Koubergsbos is een van de weinige bossen die, buiten de beekdalen, in Droog-Haspengouw zijn overgebleven.